# Dark Space I
Dark Space I – debiutancki album szwajcarskiego zespołu blackmetalowego Darkspace. Jest to drugie wydawnictwo grupy, wydane rok po poprzedzającym je demie Dark Space -I. Album wydany został 13 października 2003 roku za pośrednictwem wytwórni Haunter of the Dark w nakładzie 500 płyt CD. W 2006 wydawnictwo doczekało się reedycji, tym razem za pośrednictwem Avangarde Records.

## Lista utworów
1. "Dark 1.1" – 7:46
2. "Dark 1.2"[2] – 11:47
3. "Dark 1.3" – 11:37
4. "Dark 1.4" – 10:04
5. "Dark 1.5" – 13:32
6. "Dark 1.6" – 10:20
7. "Dark 1.7" – 10:55

## Twórcy
- Wroth - gitara elektryczna, wokale
- Zhaaral - gitara elektryczna, wokale
- Zorgh - gitara basowa, wokale